# Spoek Mathambo
Spoek Mathambo (* 14. Mai 1985 in Rockville, Soweto; eigentlich Nthato Mokgata) ist ein südafrikanischer Musiker, Produzent und Regisseur. Bekannt wurde er Ende der 2000er Jahre für seinen als „Township Tech“ bezeichneten Stil elektronischer Tanzmusik.

## Leben
Mathambo stammt aus dem Township Rockville in Soweto, wuchs aber später im reichen Johannesburger Vorort Sandton auf. Zum Studium zog er nach Kapstadt und begann sich dort als Musiker zu betätigen. Unter anderem arbeitete er dort mit Watkin Tudor Jones (später bei Die Antwoord) zusammen.
Der Künstlername Spoek Mathambo stammt aus der südafrikanischen Sitcom Emzini Wezinsizwa. Der Name setzt sich aus Begriffen zweier Sprachen zusammen: 'Spoek' bedeutet auf Afrikaans Geist, 'Mathambo' auf isiZulu Knochen. Spoek Mathambo wird daher mit Knochengeist übersetzt.
Mathambo lebt seit Ende der 2000er Jahre in Malmö und pendelt zwischen Schweden und Südafrika. Er ist verheiratet mit der Rapperin Ana Rab, auch bekannt unter ihrem Künstlernamen Gnucci Banana.

## Musikalische Karriere

### 2006–2010: Anfänge mit Sweat.X und Playdoe
Erste Erfolge hatte Mathambo ab 2006 zusammen mit Markus Wormstorm als Electro-Rap-Duo Sweat.X sowie mit Simon Ringrose aka. SiBot als Playdoe. Mit beiden Bands tourte Mathambo bereits im europäischen Ausland und veröffentlichte erste Platten. 2009 stellte Mathambo eine H.I.V.I.P. betitelte Serie von Mixtapes auf seinem Blog bereit, die seinen Ruf als kreativer Kopf der aufstrebenden südafrikanischen Elektromusikszene festigte. Zu dieser Zeit kollaborierte er auch für einige Stücke mit der deutschen Band Schlachthofbronx.

### 2010–2013: Durchbruch als Solokünstler
Sein Solo-Debütalbum Mshini Wam veröffentlichte Mathambo 2010 beim schwedischen Label BBE Records. Der Titel leitet sich von 'Umshini Wami' ab – isiZulu und isiXhosa für 'Bring mir meine Maschine' bzw. 'mein Maschinengewehr' – einem populären Kampflied des Umkhonto we Sizwe, dem früheren bewaffneten Arm des African National Congress. In den 2000er Jahren stimmte Jacob Zuma das alte Kampflied wiederholt während seiner Wahlkampfveranstaltungen an und polarisierte damit die südafrikanische Wählerschaft. Zum Titel seines Albums erklärte Mathambo: „My Machine in this case … is my platform to express a new wave of electronic African music blowing through the continent!“ (Meine Maschine [bzw. mein Maschinengewehr] ist in diesem Fall … meine Bühne zum Ausdruck einer neuen Welle elektronischer, afrikanischer Musik, die durch den Kontinent weht.) Auf dem Album findet sich das viel beachtete Stück Control, ein Cover von Joy Divisions Stück She’s Lost Control. Das dazugehörige Musikvideo drehten der südafrikanische Fotograf Pieter Hugo und Michael Cleary, die dafür 2011 beim Cannes Lions International Festival of Creativity mit dem Young Director Award ausgezeichnet wurden. Außerdem gewann das Musikvideo im selben Jahr bei den South African Lories den Gold Award. Mathambo selbst erhielt eine Nominierung für den Best African Act der MOBO Awards 2011.
Sein zweites Album Father Creeper veröffentlichte Mathambo 2012 beim US-amerikanischen Label Sub Pop. Die Tageszeitung beschrieb das Album als „ohrenbetäubendes Genre-Feuerwerk“, das mit jedem Hören besser werde. Father Creeper brachte Mathambo erneut eine Nominierung als Best African Act für die MOBO Awards 2012 ein. Im selben Jahr brachte Mathambo bei Sony Music SA auch eine Zusammenstellung seiner älteren Stücke heraus. Sie trägt den Titel Future Sound of Mzansi.
Im Juli 2013 veröffentlichte Mathambo sein viertes Soloalbum Escape from ’85, eine musikalische Hommage an sein Geburtsjahr. Wie in den Vorjahren wurde er in der Kategorie Best African Act für die MOBO Awards 2013 nominiert.

### 2014–2015: Fantasma
Nach vier Tonträgern als Solokünstler gründete Mathambo die fünfköpfige Band Fantasma. Neben Mathambo bestand sie aus Marvin Ramalepe aka. DJ Spoko, Multiinstrumentalist Bhekisenzo Cele, Gitarrist André Geldenhuys und Schlagzeuger Michael Buchanan. Zusammen verbanden sie unterschiedlichste lokale und internationale Musikstile, von traditionellem Maskandi der Zulu, über Shangaan Electro, zu Punk, Hip-Hop und House. Ihre erste Veröffentlichung war 2014 Eye of the Sun, gefolgt von ihrem Album Free Love ein Jahr später.

### 2014–heute: weitere Erfolge als Solokünstler
Zusammen mit dem Regisseur Lebogang Rasethaba drehte Mathambo den Dokumentarfilm Future Sound of Mzansi. Im isiXhosa und isiZulu heißt 'Mzansi' übersetzt 'Süden' und gilt als Spitzname Südafrikas. Der dreiteilige Film von 2014 basiert auf einer Reise Mathambos in verschiedene Landesteile und porträtiert aktuelle Entwicklungen und Stile elektronischer Tanzmusik in Südafrika – etwa Gqom. Ein Ziel der beiden Regisseure war es, touristische Klischees zu widerlegen und stattdessen die Vielfalt und Kreativität junger Südafrikaner zu zeigen.
Sein fünftes Solo-Album Mzansi Beat Code brachte Mathambo 2017 bei Teka Records heraus. Anders als seine früheren Alben enthält es kaum Gesangparts von Mathambo selbst. Diese Aufgabe übernehmen stattdessen befreundete Künstler, mit denen Mathambo bereits in früheren Projekten zusammengearbeitet hatte.

### 2015–heute: Batuk
Zusammen mit DJ Aero Manyelo sowie den Sängerinnen Carla Fonseca (aka. Manteiga) und Nandi Ndlovu gründete Mathambo 2015 ein neues Ensemble. Der Name 'Batuk' leitet sich von der Bezeichnung einer Trommel ab. Ihr 2016 veröffentlichtes Debütalbum Musica da Terra wurde in Südafrika, Mosambik und Uganda aufgenommen und vereint Kollaborationen mit Künstlern aus allen drei Ländern. Das Kollektiv verband damit das erklärte Ziel, in seiner House-Musik verschiedene Musiktraditionen des Kontinents in einer panafrikanischen Gemeinschaft zu vereinigen.
Nach ihrer weltweiten Tour machten Mathambo und Fonseca als Duo weiter. Batuks zweites Album Kasi Royalty ist eine Hommage an die kulturelle Kreativität der südafrikanischen Townships – 'Kasi' ist ein lokaler Jargonbegriff für Townshipsiedlungen. Anders als sein Vorgänger konzentriert sich das Album damit auf die musikalischen Wurzeln der beiden Künstler.

## Diskografie

### Solo
- 2010: Mshini Wam
- 2012: Father Creeper
- 2012: Future Sound of Mzansi
- 2013: Escape from '85
- 2017: Mzansi Beat Code

### Fantasma
- 2014: Eye of the Sun (EP)
- 2015: Free Love

### Batuk
- 2016: Daniel (EP)
- 2016: Musica da Terra
- 2018: Move!
- 2018: Kasi Royalty

## Filmografie
- 2014: Future Sound of Mzansi